# Nikolai Michailowitsch Drosdow
Nikolai Michailowitsch Drosdow (russisch Николай Михайлович Дроздов; * 23. Dezember 1917 im Dorf Rakowo, Gouvernement Moskau; † 1974 in Moskau) war ein sowjetischer Konteradmiral. Er war von 1961 bis 1963 8. Kommandeur der Kaspischen Höheren Offiziersschule der Sowjetischen Seekriegsflotte in Baku.

## Leben
Drosdow begann seine militärische Laufbahn 1936. Er besuchte von August 1936 bis November 1939 die Offiziersschule für Marinefliegerkräfte J.W. Stalin. 1939 wurde er Mitglied der KPdSU. Nach Beendigung der Offiziersschule war er bis Oktober 1941 Gehilfe des Chefs der Politabteilung für Komsomolarbeit dieser Schule. Im Oktober 1941 wurde er Staffelkommissar der Luftwaffenschule für Marineflieger in Astrachan. Im September 1942 ging die Staffel in den Bestand des 22. Aufklärungsgeschwaders ein und zur Nordflotte disloziert. Von Dezember 1942 bis September 1943 absolvierte Drosdow die Militär-politische Lenin-Akademie und anschließend bis April 1944 höhere militär-politische Lehrgänge der Flotte. Ab April 1944 arbeitete er für das ZK der KPdSU und war als Instrukteur der Kaderleitung für Flottenfragen zuständig.
Von November 1945 bis Juli 1946 befand sich Drosdow in Deutschland und diente als Parteiorganisator beim kommissarischen Sonderkomitee des Rates der Volkskommissare. Ab Juli 1946 setzte er seine vorherige Arbeit beim ZK der KPdSU fort und war von 1948 bis 1951 als Berater der administrativen Abteilung des ZK der KPdSU tätig. Am 9. November 1951 erfolgte seine Ernennung zum Konteradmiral. Von April 1951 bis November 1956 war er Chef der Kaderleitung der Seekriegsflotte. Im November 1956 wurde er von dieser Aufgabe befreit und zum Oberkommando der Seekriegsflotte versetzt. Er besuchte bis Oktober 1957 akademische Kurse für Offiziere an der Militärakademie des Generalstabes der Streitkräfte der UdSSR „K.J. Woroschilow“. Drosdow übernahm zuerst von Oktober 1957 bis Juni 1958 die Position des Gehilfen des Chefs und von Juni 1958 bis Juni 1961 des stellvertretenden Chefs der Militärischen Bildungseinrichtungen der UdSSR. Von Juni 1961 bis November 1961 war er stellvertretender Ausbildungschef der Flotte und von November 1961 bis Februar 1963 Kommandeur der Kaspischen Seekriegsschule. Nach dieser Tätigkeit wechselte er erneut in das Flottenoberkommando und war bis August 1971 stellvertretender Chef für Ausbildung und Beschaffung. Anschließend wurde er in den Ruhestand versetzt.

## Auszeichnungen
- Rotbannerorden (1956)
- Orden des Roten Sterns (1945, 1951)
- weitere Medaillen